# Protocucujidae
Protocucujidae  es una familia de coleópteros polífagos.

## Géneros
- Ericmodes